# チューン・ホテルズ

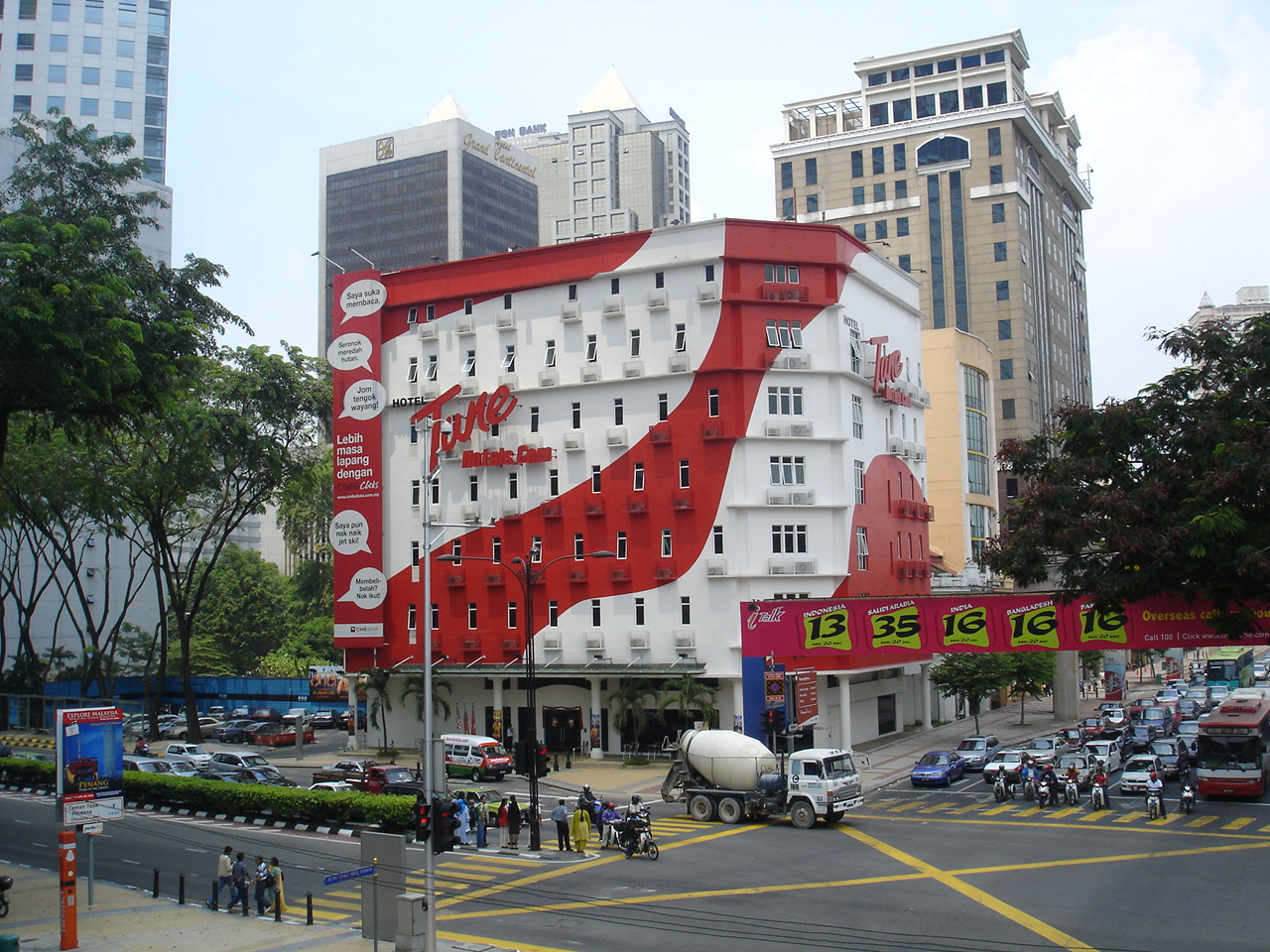
クアラルンプールのチューン・ホテルズ(Downtown KL)

チューン・ホテルズ(Tune Hotels)は、マレーシアを拠点とする、格安ホテルチェーン。

## 概要
格安航空会社、エアアジアの系列である。「5つ星クラスの寝心地を1つ星クラスの価格で」という趣旨で運営されている。プロモーション価格で1泊0.01リンギットで部屋を提供することもあった。
2007年5月1日にクアラルンプールに "Downtown KL" を開業した後、マレーシア、インドネシアにホテルを開業していった。
部屋の設備は原則として、ベッドと、扇風機、温水シャワー、トイレのみであり、窓がない部屋もある。部屋の広さも10〜15㎡程度と、一般的なホテルよりは狭い。一部ではコンビニエンスストアを併設しており、飲食物や歯ブラシなどを販売している。ルームサービス、プール、フィットネスセンター、会議室などはない。

### コンセプト
- 5つ星クラスの快適なベッド
- 高圧で温水の出るシャワー
- 中心部で便利な立地
- 清潔な部屋
- 24時間セキュリティ

かつて、タオルのレンタルとシャンプー、石鹸のセット、エアコン、テレビの利用は追加料金を払うことで利用できたが、宿泊料金に含まれることとなった。

## 有料サービス
- インターネット接続(Wi-Fi)
- ドライヤー
- アーリーチェックイン、レイトチェックアウト
- 連泊時の室内清掃
- 室内金庫

## ホテル
詳細は Tune Hotel : Overview を参照。
- マレーシア 10ヶ所
- イギリス 1ヶ所

2015年までにインドネシアで24か所開業予定である。このほか、シンガポール、中国、バングラデシュにも進出する計画がある。
インドネシア（一部）、日本、タイ、フィリピン、インドにあったホテルはレッド・プラネット・ホテルズなどへ運営権を売却した。